# Chondria elegans
Chondria elegans é uma espécie de besouro do gênero Chondria, encontrado na Malásia.